# Fårösund
Fårösund – miasteczko na północnym wschodzie Gotlandii, położone nad cieśniną (również noszącą nazwę Fårösund) oddzielającą Gotlandię od Fårö. Posiada niewielki port oraz połączenie promowe z wyspą Fårö. Do 2000 roku w Fårösund stacjonował 3 Regiment Gotlandzkiej Artylerii Nadbrzeżnej.
W miasteczku oprócz 2 zwykłych szkół swoją siedzibę ma także Gotlands Folkhögskola – gotlandzka szkoła folklorystyczna.
W marcu 2006 roku w miasteczku znaleziono osobniki czernicy (Aythya fuligula) oraz ogorzałki (Aythya marila) będące nosicielami szczepu H5 wirusa ptasiej grypy.